# Emma Hinze
Emma Hinze (Hildesheim, 17 de setembre del 1997) és una esportista alemanya que competeix en ciclisme en la modalitat de pista, és especialista en les proves de velocitat.
Va participar en els Jocs Olímpics de Tòquio 2020, obtenint una medalla de plata en la prova de velocitat per equips (juntament amb Lea Friedrich).
Va guanyar sis medalles al Campionat del món de Ciclisme en Pista entre els anys 2019 i 2021, i dues medalles al Campionat d'Europa de Ciclisme en Pista, plata el 2019 i bronze el 2018.

## Medaller internacional
| Jocs Olímpics      | Jocs Olímpics              | Jocs Olímpics | Jocs Olímpics        |
| Any                | Lloc                       | Medalla       | Competició           |
| ------------------ | -------------------------- | ------------- | -------------------- |
| 2020               | Tòquio ( Japó)             | 2             | Velocitat per equips |
| Campionat Mundial  |                            |               |                      |
| Any                | Lloc                       | Medalla       | Competició           |
| 2019               | Pruszków ( Polònia)        | 3             | Velocitat per equips |
| 2020               | Berlín ( Alemanya)         | 1             | Velocitat individual |
| 2020               | Berlín ( Alemanya)         | 1             | Velocitat per equips |
| 2020               | Berlín ( Alemanya)         | 1             | Keirin               |
| 2021               | Roubaix ( França)          | 1             | Velocitat individual |
| 2021               | Roubaix ( França)          | 1             | Velocitat per equips |
| Campionat d'Europa |                            |               |                      |
| Any                | Lloc                       | Medalla       | Competició           |
| 2018               | Glasgow ( Regne Unit)      | 3             | Velocitat per equips |
| 2019               | Apeldoorn ( Països Baixos) | 2             | Velocitat per equips |